# جوجه‌تیغی چهارانگشتی
جوجه‌تیغی چهارانگشتی (نام علمی: Atelerix albiventris) نام یک گونه از سرده جوجه‌تیغی‌های آفریقایی است.